# Luiz Eduardo Greenhalgh
Luiz Eduardo Rodrigues Greenhalgh (São Paulo, 11 de abril de 1948) é um advogado e político brasileiro, filiado ao Partido dos Trabalhadores (PT) e ligado ao Movimento dos Trabalhadores Rurais Sem Terra (MST). 
Membro fundador do PT, Greenhalgh também foi filiado de 1974 a 1980 ao MDB, partido que até então reunia a oposição civil à ditadura. Foi deputado federal por São Paulo (1997-2007) e vice-prefeito de São Paulo no governo de Luiza Erundina (1989-1993). É sobrinho-bisneto do guarda-marinha João Guilherme Greenhalgh.

## Caso Lubeca
No início dessa administração também exercia o cargo de Secretário dos Negócios Extraordinários. No entanto, foi exonerado da pasta pela então prefeita em resposta às denúncias que associavam o seu nome a um esquema de cobrança de propina da construtora Lubeca.
Responsável por abalo na campanha presidencial de Luiz Inácio Lula da Silva (PT) em 1989, o caso Lubeca teve seu inquérito arquivado pela Justiça.
O caso tornou-se público no final de outubro de 89, durante debate de presidenciáveis na TV. Ronaldo Caiado (PSD) disse que a Lubeca dera US$ 200 mil para a campanha de Lula em troca da aprovação de um projeto imobiliário em São Paulo.
A doação teria sido recebida por funcionário da Prefeitura de São Paulo, do PT. Investigação policial colocou sob suspeita o então vice-prefeito Luiz Eduardo Greenhalgh.Após 9 anos de investigações, o caso acabou arquivado pela justiça por falta de provas.

## Comitê Brasileiro de Solidariedade aos Povos da América Latina
Participou da criação de uma comissão especial, o Comitê Brasileiro de Solidariedade aos Povos da América Latina, em 1980.
Também foi o advogado do PT encarregado de acompanhar as investigações acerca do assassinato do ex-prefeito de Santo André, Celso Daniel. Foi candidato à presidência da Câmara dos Deputados no biênio 2005-2006, tendo sido derrotado por Severino Cavalcanti.